# Суб'єктивна модальність
Суб'єктивна модальність — це факультативна ознака висловлювання, яка вказує на ставлення мовця до змісту висловлювання. Виражають суб'єктивну модальність такі засоби:
- специфічний лексико-граматичний клас слів, словосполучення і речення: можливо, очевидно, хіба що, беру розгін з вокзалу;
- спеціальні модальні частки: так, ну, ні, ага, а як же, точно;
- вигуки: ой! ох! ах! ну! ба!;
- спеціальна інтонація: здивування, сумніву, впевненості, недовіри, протесту, іронії;
- порядок слів: Він буде тебе слухати — Буде він тебе слухати;